# Омельчук Олег Петрович
Оле́г Петро́вич Омельчу́к (нар. 7 червня 1983, Великі Селища Березнівського району Рівненської області) — український стрілець, бронзовий призер Олімпійських ігор 2020 року, заслужений майстер спорту України з кульової стрільби.

## Життєпис та спортивні досягнення
2005 року закінчив Міжнародний економіко-гуманітарний університет імені академіка Степана Дем'янчука за спеціальністю «фінанси».
З 2002 року працює у Міністерстві в справах сім'ї, молоді та спорту — спортсмен-інструктор.
Неодноразовий переможець першостей та чемпіонатів України, чемпіон Європи та світу в командному заліку серед юніорів, переможець фіналу Кубка світу, учасник XXIX літніх Олімпійських ігор у Пекіні — посів 4-е місце.
Тричі вигравав етапи Кубка світу, двічі був призером.
Бронзовий призер чемпіонату Європи в особистому заліку 2001 року.
З 2001 року постійно входить до десятки найкращих спортсменів Рівненської області з олімпійських видів спорту.
Рекордсмен України у вправі ПП-3 (пневматичний пістолет) 2009 року.
В березні 2010 року на Чемпіонаті Європи зі стрільби у місті Меракер (Норвегія) у складі команди здобув срібну медаль — стрільба з пневматичного пістолета на 10 метрів (вправа ПП-3) — разом з Олегом Степком (Дніпропетровськ), поступилися команді РФ 2 балами.
Навесні 2013 року в Форт Беннінгу (США) на Кубку світу з кульової стрільби в стрільбі з пневматичного пістолета показав другий результат.
В кінці травня 2016-го здобув золоту нагороду на етапі Кубку світу з кульової стрільби в Мюнхені.
25 травня 2018 встановив світовий рекорд у кульовій стрільбі з малокаліберного пістолета на дистанції 10 метрів.
2 вересня 2018 року разом з Оленою Костевич виграв бронзову нагороду у міксті на чемпіонаті світу зі спортивної стрільби у Чханвоні (Корея).
23 березня 2019 року Олег Омельчук в дуеті з Оленою Костевич в Осієку (Хорватія) стали чемпіонами Європи в змаганнях змішаних команд.
На II Європейських іграх 2019 виборов срібло у стрільбі з пневматичного пістолета на 10 м та здобув ліцензію Олімпійських ігр 2020 у цій дисципліні
Разом із Михайло Романчук представляв Рівне у складі національної збірної на Олімпійських іграх-2020 у Токіо. У стрільбі з пневматичного пістолета Олег Омельчук 24 липня став вісімнадцятим
27 липня 2021 року Олег Омельчук разом з Оленою Костевич вибороли бронзову медаль із пневматичного пістолета з десяти метрів на Олімпіаді в Токіо.

### Виступи на Олімпіадах
| Олімпіада   | Дисципліна                           | Результат | Місце |
| Токіо 2020  | Стрільба. Пневматичний пістолет 10 м | 575       | 18    |
| Токіо 2020  | Стрільба. Змішаний пістолет 10 м     |           | 3     |
| Ріо 2016    | Стрільба. Пневматичний пістолет 10 м | 577       | 14    |
| Ріо 2016    | Стрільба. Вільний пістолет 50 м      | 550       | 21    |
| Лондон 2012 | Стрільба. Пневматичний пістолет 10 м | 683,6     | 5     |
| Лондон 2012 | Стрільба. Вільний пістолет 50 м      | 548,00    | 29    |
| Пекін 2008  | Стрільба. Вільний пістолет 50 м      | 658,9     | 4     |
| Пекін 2008  | Стрільба. Пневматичний пістолет 10 м | 579       | 16    |

## Звання, нагороди
Має військове звання — капітан, стипендіат Президента України 2011 року.

## Державні нагороди
- Орден «За заслуги» II ст. (16 серпня 2021) —За досягнення високих спортивних результатів на XXXII літніх Олімпійських іграх в місті Токіо (Японія), виявлені самовідданість та волю до перемоги, утвердження міжнародного авторитету України.[7]
- Орден «За заслуги» III ст. (15 липня 2019) —За досягнення високих спортивних результатів II Європейських іграх у м. Мінську (Республіка Білорусь), виявлені самовідданість та волю до перемоги, піднесення міжнародного авторитету України[8]